# اختبار دوولينجو للغة الإنجليزية
اختبار دوولينجو للغة الإنجليزية (DET) هو اختبار معياري لقياس كفائة اللغة الإنجليزية لغير المتحدثين بها. طُوِرَ اختبار دولينقو للغة الإنجليزية من قِبل شركة (educational technology) و تم اصداره عام 2016. اُستخدم الاختبار من قِبل العديد من الجامعات والمؤسسات كمقياس لكفاءة اللغة الإنجليزية.  ووافقت  ايرلندا أن  يكون الاختبار جزءًا من تأشيرة الطلاب الذين يودون الدراسة لديهم عوضا عن اختبار الأيلتس (ILETS). و يعد اختبار دوولينجو اختبارًا تكيفيًا إلكترونيًا.

### تفاصيل و ميزات اختبار دوولينجو
- الاختبار متاح أونلاين، مما يتيح لك أداؤه من المنزل في أي وقت ومن أي مكان.
- من الناحية المالية، يعد الاختبار أرخص من كل من الآيلتس (IELTS) والتوفل (TOEFL).
- تكلفة الاختبار هي 65 دولارًا فقط.
- تتميز النتائج بسرعة ظهورها، حيث يمكنك الحصول عليها في أقل من يوم.
- يتم منحك فُرص للمحاولة بشكل مجاني تمامًا قبل دخول الاختبار، دون الحاجة لدفع أي رسوم، ولا تلزمك هذه المحاولات بالتسجيل للاختبار.
- الاختبار معترف به في كندا وأمريكا وأستراليا ومعظم دول العالم.
- الاختبار معترف به بأكثر من 5500 جامعة.
- مدة الاختبار ساعة واحدة فقط.[3]

## روابط خارجية
- موقع رسمي